# فريد هيكل الخازن
فريد هيكل الخازن (1970  م) هو سياسي لبناني ماروني،  ولد في غادير، في جونيه في 13 سبتمبر 1970، انتخب لمجلس النواب عن منطقة كسروان في عام 2000 وكان أحد أصغر أعضاء البرلمان اللبناني، وعين وزيراً للسياحة في أكتوبر 2004 ضمن حكومة عمر كرامي، واستقال منها في 18 فبراير 2005 بعد اغتيال رفيق الحريري احتجاجًا على تقاعس الحكومة.
انضم إلى المعارضة وشارك في الانتخابات النيابية في يونيو 2005 في قائمة «تحالف 14 آذار»، وفشل في الانتخابات ضد القائمة التي يقودها ميشال عون، حيث حصل على 34% من الأصوات، وفي انتخابات 2009 حصل الخازن على 47.7% من الأصوات.
وفي انتخابات 2018 أعيد انتخابه وحصل على أكثر من 9000 صوت في كسروان فتوح وجبيل، بعد أن انضم إلى حزب الكتائب في قائمة «عنا القرار»، انضم بعد ذلك إلى كتلة الائتلاف الوطني إلى جانب حركة المرادة والنواب المستقلين الآخرين. وعاد وانتخب مجدداً في العام 2022. 

## الانتخابات
- 2000: انتخب لمجلس النواب عن منطقة كسروان في الانتخابات البرلمانية اللبنانية 2000.
- 2005: شارك في الانتخابات البرلمانية اللبنانية في يونيو 2005 في قائمة «تحالف 14 آذار»، وحصل على 34% من الأصوات.
- 2009: شارك في الانتخابات البرلمانية اللبنانية وحصل على 47.7% من الأصوات.[2]
- 2018 : شارك في الانتخابات البرلمانية وحصل على أكثر من 9000 صوت في كسروان فتوح وجبيل
- 2022: انتخب نائباً مجدداً في العام 2022.

## حياته
ولد فريد في غادير، في جونيه في 13 سبتمبر 1970، والده هو «هيكل الخازن» رئيس بلدية جونيه المتوفي في عام 1998، تزوج من زوجته منى في عام 2001.

## وصلات خارجية
- فريد هيكل الخازن الانتخابات التشريعية في لبنان 2009